# Кодня (станція)
Кодня — проміжна залізнична станція Коростенської дирекції Південно-Західної залізниці на лінії Бердичів — Житомир. Розташована поблизу села Кодня.
Розташована між станціями Пряжів та Рея.

## Історія
Лінія Бердичів — Житомир прокладена 1896 року. Того ж року виникла станція Кодня. 1915 року лінію перешито з вузької колії на широку.